# Gildas Bourdet
Pour l’article ayant un titre homophone, voir Gildas Bourdais.
Pour les articles homonymes, voir Bourdet.
Gildas Bourdet est un acteur, metteur en scène, dramaturge et directeur de théâtre français né en 1947 à La Forêt-Fouesnant (Finistère).

## Parcours professionnel
Gildas Bourdet rejoint en 1967 la compagnie amateur havraise Le Tableau Gris, où il joue occasionnellement et réalise la plupart des décors et des costumes. En 1969, il est membre fondateur du Théâtre de la Salamandre, qui devient ensuite une compagnie professionnelle, dont il prend la direction artistique en 1972. 
Après le succès de La Vie de Jean-Baptiste Poquelin dit Molière, créé par La Salamandre en 1973, il est nommé, en octobre 1974, par le ministère de la Culture à la direction du Centre dramatique national du Nord à Tourcoing.	
En janvier 1982, La Salamandre est promue théâtre national de la région Nord-Pas-de-Calais. En janvier 1989, La Salamandre inaugure le théâtre Roger-Salengro à Lille et s’y installe.
En juin 1991, il quitte le théâtre national de la région Nord-Pas-de-Calais et devient metteur en scène indépendant dans le cadre de sa propre compagnie.
Il est ensuite directeur du théâtre national de Marseille - La Criée, de 1er janvier 1995 à décembre 2001.
Il prend la direction du Théâtre de l'Ouest parisien à Boulogne-Billancourt en juillet 2002, jusqu'à juillet 2005.

## Mises en scène de théâtre
- 1972 :  La Guerre Pichrocoline [Rabelais] donnée dans les lycées et collèges du Havre
- 1973 : La Vie de Jean-Baptiste Poquelin dit Molière, Théâtre de l'Hôtel de Ville du Havre

### À Tourcoing
- 1974 : Proffolding Follies de Pierre Aime, mise en scène - création à Tourcoing à l’Idéal Ciné.
- 1975 : L’Ombre d'Evguéni Schwartz, mise en scène et décor - création au Cloître des Carmes - Festival d’Avignon.
- 1976 : Martin Éden d’après Jack London, création collective, mise en scène - création à Lille, salle Roger Salengro.
- 1977 : La Station Champbaudet d’Eugène Labiche, mise en scène - création à Tourcoing à l’Idéal Ciné.
- 1979 : Attention au travail création collective, mise en scène et décor - création à Tourcoing à l’Idéal Ciné.
- 1979 : Britannicus de Jean Racine, mise en scène et décor - création à Tourcoing à l’Idéal Ciné, représentations à Paris au Théâtre de l’Odéon.
- 1980 : Didascalies de Gildas Bourdet, spectacle audiovisuel, essai de confrontation des techniques de la télévision et du cinéma avec le théâtre - création à Tourcoing.
- 1981 : Derniers détails de Gildas Bourdet, mise en scène et décor par l’auteur - création à Tourcoing à l’Idéal Ciné.
- 1982 : Le Saperleau de Gildas Bourdet, mise en scène et décor par l’auteur - création à Lille, représentations au Festival d'automne à Paris, au Festival d’Avignon, au Théâtre de la Ville à Paris. Tournée en France et à l’Étranger.
- 1982 : Les Bas-fonds d’après Maxime Gorki, adaptation, mise en scène et décor - création à Tourcoing à l’Idéal Ciné, représentations au Festival d’Automne.
- 1984 : Le Pain dur de Paul Claudel, mise en scène et décor. Prix Georges Lerminier 1984 - création à Tourcoing à l’Idéal Ciné, représentations à Paris au théâtre de la Porte-Saint-Martin et au théâtre de la Ville.
- 1985 : Une station service de et mise en scène de Gildas Bourdet - création à Tourcoing à l’Idéal Ciné, représentations à Paris au Théâtre de la Ville.
- 1986 : Les Crachats de la lune de et mis en scène de Gildas Bourdet - création à Tourcoing à l’Idéal Ciné, représentations à Paris au Théâtre de la Ville.
- 1987 : Dialogues des Carmélites de Georges Bernanos, mise en scène et décor - création à l’Opéra de Lille, représentations à Paris au Théâtre de la Porte Saint Martin. Spectacle coproduit par la Comédie Française.
- 1988 : L’Inconvenant de et mis en scène de Gildas Bourdet - création à Tourcoing à l’Idéal Ciné, représentations à Paris au Théâtre national de la Colline.

### À la Salamandre, Lille
- 1988 : Fin de partie de Samuel Beckett, direction d’acteurs à La Comédie-Française - représentations à Lille pour l’inauguration du Théâtre Roger Salengro.
- 1989 : Les Fausses Confidences de Marivaux, mise en scène, décor - création à Lille, représentations à la Maison des Arts de Créteil.
- 1990 : L’Été de Romain Weingarten, mise en scène, décor  - création à Lille, représentations à Paris au Théâtre national de la Colline.
- 1991 : Le Malade imaginaire de Molière, mise en scène, décor - création à la Comédie-Française, représentations à Lille au Théâtre Roger Salengro.
- 1992 : Héritage d’après Henry James, coproduction avec le Centre national de création d'Orléans, mise en scène, décor  - création au Cado, représentations au Théâtre de Paris, Festival d'Angers et de Ramatuelle.
- 1993 : Celui qui dit oui, celui qui dit non de Bertolt Brecht et Kurt Weil, mise en scène, décor - direction musicale Jean-Claude Malgoire, coproduction avec l’Atelier Lyrique de Tourcoing, création au Théâtre municipal de Tourcoing, représentations au Théâtre National de Marseille - La Criée.
- 1993 : Histoire du soldat de Charles-Ferdinand Ramuz et Igor Stravinsky, mise en scène, décor - direction musicale Jean-Claude Malgoire, coproduction avec l’Atelier Lyrique de Tourcoing, création au Théâtre municipal de Tourcoing, représentations au Théâtre National de Marseille - La Criée.
- 1994 : Encore une histoire d’amour de Tom Kempinski (1994), adaptation française Jean-Claude Grumberg, mise en scène, décor - création à Paris au Théâtre 13, représentations au Théâtre des Bouffes Parisiens et au Théâtre National de Marseille - La Criée.

### Au Théâtre national de Marseille La Criée, Marseille
- 1995 : La Bonne Âme du Se-Tchouan de Bertolt Brecht, mise en scène, décor  - création au TNM La Criée, représentations au Théâtre de la Ville à Paris.
- 1995 : La Mort d’Auguste de Romain Weingarten, mise en scène, décor - création au TNM La Criée, représentations au Théâtre de la Colline à Paris.
- 1996 : Les Jumeaux vénitiens de Carlo Goldoni, mise en scène, décor - création au TNM La Criée, représentations à Paris au Théâtre de l’Eldorado et au Théâtre Hébertot - Molières 1997 de la meilleure pièce du répertoire et du meilleur acteur pour Pierre Cassignard.
- 1996 : Petit Théâtre sans importance de et mise en scène de Gildas Bourdet (1996), décor de Gildas Bourdet et Edouard Laug - création au TNM La Criée, représentations au Théâtre de la Commune d’Aubervilliers.
- 1997 : Adam et Eve de Jean-Claude Grumberg, mise en scène, décor - création au TNM La Criée, représentations à Paris au Théâtre national de Chaillot.
- 1998 : L'Atelier de Jean-Claude Grumberg, mise en scène, décor - création au TNM La Criée, représentations au Théâtre Hébertot à Paris - Molières 1999 du meilleur metteur en scène, de la meilleure pièce du répertoire, du meilleur auteur et révélation théâtrale pour Marie-Christine Orry.
- 1998 : Le Saperleau de Gildas Bourdet. Recréation au TNM La Criée, représentations à Paris au Théâtre de la Tempête en janvier 2000.
- 1999 : La main passe de Georges Feydeau, adaptation et mise en scène, décor  - coproduction du TNM La Criée, création au Centre national de création d'Orléans, représentations à Paris au Théâtre National de Chaillot, puis à Marseille. Reprise au Théâtre Comédia.
- 1999 : Raisons de famille de Gérald Aubert, mise en scène, décor - production Théâtre Hébertot - Création Théâtre Hébertot à Paris, représentations au TNM la Criée. Reprise au Théâtre Hébertot en mai 2000.
- 2000 : Les Fausses Confidences de Marivaux, mise en scène, décor - coproduction du TNM La Criée, création au Cado
- 2001 : Le Malade imaginaire de Molière, mise en scène, décor - production TNM La Criée, puis reprise en février 2003 au TOP
- 2001 : Le Jardin des apparences de Véronique Olmi, mise en scène, décor- production Théâtre Hébertot. Molière 2001 du Meilleur acteur : Jean-Paul Roussillon.
- 1998 : L'Atelier de Jean-Claude Grumberg, Théâtre Hébertot
- 1999 : Raisons de famille de Gérald Aubert, Théâtre Hébertot
- 2001 : Les Fausses Confidences de Marivaux, Théâtre Hébertot

### Au Théâtre de l’Ouest Parisien
- 2002 : Il ouvre sa saison, avec la reprise du Malade imaginaire de Molière.
- 2002 : Il adapte et met en scène La reine de beauté de Leenane de Martin McDonagh - production TOP Boulogne-Billancourt.
- En novembre 2003, il crée Séjour pour 8 à Tadécia de Luc Girerd au Centre national de création d'Orléans, spectacle repris au TOP en décembre 2003.
- En février 2004, il crée Le Roi Victor de Louis Calaferte à la Maison de la Culture de Loire-Atlantique – Nantes, spectacle repris au TOP en mars 2004.
- En décembre 2004, il adapte et met en scène Les Uns chez les autres d’Alan Ayckbourn en coproduction avec l’ADAC à Bruxelles.

### Depuis 2006
- En mars 2006 : mise en scène et décor de L'Heureux Stratagème de Marivaux au Théâtre national de Nice, invité par Daniel Benoin, son directeur.
- En mai 2006 : mise en scène et décor de Nuit Blanche de Gérald Aubert au Théâtre de l’Ouest Parisien direction Olivier Meyer.
- En août 2006 : mise en scène et décor de Le Visiteur d’Éric-Emmanuel Schmitt en coproduction avec Le Théâtre Le Public de Bruxelles et le Théâtre de Namur, création à SPA, représentations en Belgique et en France pendant la saison 2006-2007, au Festival d’Avignon 2007.
- En août 2009 : mise en scène de L'Avare de Molière à l'Abbaye de Villers la Ville.
- 2010 : On purge bébé et Léonie est en avance de Georges Feydeau, Théâtre du Palais-Royal

## Mises en scène d’opéras
- 1984 : La Finta giardiniera de Mozart, mise en scène et décor - direction musicale : Semyon Bychkov Festival international d'art lyrique d'Aix-en-Provence.
- 1986 : Don Giovanni de Mozart, mise en scène - direction musicale : Stefan Soltesz Festival international d'art lyrique d'Aix-en-Provence.
- 1993 : Celui qui dit oui, celui qui dit non de Bertolt Brecht et Kurt Weil, mise en scène, décor – direction musicale Jean-Claude Malgoire, coproduction avec l’Atelier Lyrique de Tourcoing, création au Théâtre municipal de Tourcoing, représentations au TNM La Criée.
- 1993 : L'Histoire du soldat de Charles-Ferdinand Ramuz et Igor Stravinsky, mise en scène, décor,– direction musicale Jean-Claude Malgoire, coproduction avec l’Atelier lyrique de Tourcoing, représentations au TNM La Criée.
- 1998 : Caton d’Utique de Vivaldi, mise en scène, décor- direction musicale : Jean-Claude Malgoire, Atelier lyrique de Tourcoing. Repris à l’Opéra Comique (2000).
- 2008 : Orlando de Haendel, mise en scène et décor – direction musicale Jean-Claude Magloire, création à l’Atelier lyrique de Tourcoing 4 mars 2008.

## Auteur dramatique
- 1980 : Didascalies
- 1981 : Derniers détails
- 1982 : Le Saperleau, prix Lugné-Poe décerné par la Société des auteurs en 1983, éditions Solin
- 1985 : Une station service, éditions Solin
- 1986 : Les Crachats de la lune, éditions Solin
- 1988 : L’Inconvenant, éditions Actes Sud-Papiers
- 1991 : La Bonne Âme du Se-Tchouan, adaptation de Bertolt Brecht, avec Romain Weingarten, éditions de l'Arche
- 1996 : Petit Théâtre sans importance, éditions Actes Sud-Papiers
- 1996 : Les Jumeaux vénitiens, adaptation du texte de Carlo Goldoni, L’Arche éditeur
- 1999 : La main passe, adaptation du texte de Georges Feydeau, éditions L'Avant-scène Théâtre
- 2002 : Le Salon, hommage collectif à Raymond Queneau, édition L’Avant-Scène Théâtre
- 2003 : La Reine de beauté de Leenane, adaptation du texte de Martin McDonagh, édition L’Avant-Scène Théâtre
- 2004 : Les Uns chez les autres, adaptation du texte d'Alan Ayckbourn, édition L’Avant-Scène Théâtre

## Peintre
Après avoir rêvé de devenir marin — ce dont son père, marin lui-même, le dissuada manu militari —, Gildas Bourdet, à l'âge de treize ans, découvre l'existence de la peinture dans un livre  sur Utrillo. Il décide alors de devenir peintre. C'est la peinture qui le conduit vers le théâtre où il fait ses premières armes comme décorateur et costumier. Même s'il a très peu exposé, il n'a jamais cessé de peindre.

### Expositions
- 2000 : Saint-Rémy-de-Provence, centre d'art Présence Van Gogh
- 2006 : Paris, galerie JLS 13
- 2006 : Boulogne-Billancourt, Espace Landowski
- 2009 : Rueil-Malmaison, Country Club
- 2012 : Lorrez-le-Bocage, Espace d'art contemporain international, Artevie
- 2013 : Bordeaux, Galerie MLS
- 2013 : Avon, Pavillon de l'Érable
- 2014 : Rouen
- 2014 : Le Havre

## Gildas Bourdet sur lui-même
Dès le soir, j'entrepris de crayonner mes premiers dessins et depuis, je n'ai jamais cessé de peindre. Pourtant, je ne suis pas entré dans la carrière et je ne suis pas devenu socialement le peintre que je m'étais promis d'être ce jour de ma treizième année. Le destin, le théâtre, mes doutes peut-être, en auront décidé autrement.
J'ai donc peint toutes ces années pour moi seul, sans rien montrer à personne, mû par une pressante et intime nécessité qui n'a jamais rien dû au monde extérieur. Depuis mon premier dessin, j'ai toujours peint pour tenter de savoir ce qu'il y a à peindre. En l'occurrence, ce qu'il y a à peindre s'organise presque indépendamment de moi et figure sur les toiles pour peu qu'elles soient réussies. Je le découvre, une fois le travail achevé, comme un randonneur découvre un panorama dont il pressentait le spectacle en gravissant la colline.
Bien que j'ai très tôt abandonné la figuration stricto sensu, je n'exclus pas que ce soit un obscur pressentiment géographique qui me pousse vers chaque nouvelle toile. Tout “spectacle géographique” résulte des phénomènes physiques, biologiques et humains qui peuplent notre biosphère et des forces antagoniques qui les gouvernent, en un lieu de l'espace et à un moment du temps. Obsédé que je suis de trouver dans chaque toile un problématique point d'équilibre entre le chaos des formes et des couleurs et sa mise en ordre par le dessin, sans que jamais l'un ne menace d'annuler l'autre, il se peut que je sois, presque malgré moi une sorte de paysagiste.»